# Pachylia aterrima
Pachylia aterrima är en fjärilsart som beskrevs av Bönninghausen 1899. Pachylia aterrima ingår i släktet Pachylia och familjen svärmare. Inga underarter finns listade i Catalogue of Life.